# San Vito al Torre
San Vito al Torre este o comună din provincia Udine, regiunea Friuli-Veneția Giulia, Italia, cu o populație de 1.197 locuitori (1 ianuarie 2023) și o suprafață de 11,92 km². Până în 1918 a aparținut de Litoralul austriac al Austro-Ungariei.

## Demografie
San Vito al Torre - evoluția demografică

|  | Graficele sunt indisponibile din cauza unor probleme tehnice. Mai multe informații se găsesc la Phabricator și la wiki-ul MediaWiki. |

Date: Recensăminte sau birourile de statistică - grafică realizată de Wikipedia